# Mark Murphy (giocatore di football americano)
Mark Hodge Murphy (Fulton, 13 luglio 1955) è un ex giocatore di football americano e dirigente sportivo statunitense che svolge i ruoli di presidente e amministratore delegato dei Green Bay Packers della National Football League (NFL). In precedenza aveva militato nel ruolo di safety per tutta la carriera con i Washington Redskins.

## Carriera
Murphy giocò nei Super Bowl XVII e Super Bowl XVIII con i Washington Redskins. Giocò un ruolo chiave nella vittoria per 27–17 nel Super Bowl XVII sui Miami Dolphins, facendo registrare un intercetto sul quarterback avversario David Woodley sulla linea delle 37 yard di Washington.

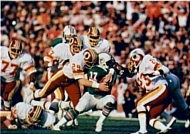
Murphy (al centro) mentre placca un avversario nel Super Bowl XVII

La miglior stagione di Murphy fu nel 1983, quando guidò la NFL con 9 intercetti, ritornandoli per 127 yard. La sua carriera di otto anni si concluse con 27 interception e 282 yard ritornate,oltre a 6 fumble recuperati per 22 yard in 109 game. Fu convocato per il suo unico Pro Bowl nel 1983.
Murphy fu il rappresentante dei Redskins presso la NFL Players Association. Fu nel comitato che decise la cancellazione di sette partite per uno sciopero nella stagione 1982.  Molti sospettano che la decisione dei Redskins di svincolarlo dopo la stagione 1983 e la riluttanza di qualsiasi altra squadra a firmarlo fu causata dalla sua attività nel sindacato.
In seguito fu direttore atletico alla sua alma mater, la Colgate University, e poi alla Northwestern University. Come presidente e amministratore delegato dei Green Bay Packers vinse il suo secondo Super Bowl nel 2011.

## Palmarès

### Franchigia
- Super Bowl : 1

Washington Redskins: Super Bowl XVII
- National Football Conference Championship: 2

Washington Redskins: 1982, 1983

### Individuale
- Convocazioni al Pro Bowl: 1

1983
- All-Pro: 1

1983
- Leader della NFL in intercetti: 1

1983
- 70 Greatest Redskins